# Comté de Starland
Le comté de Starland (anglais : Starland County) est un district municipal situé dans la province d'Alberta, au Canada.

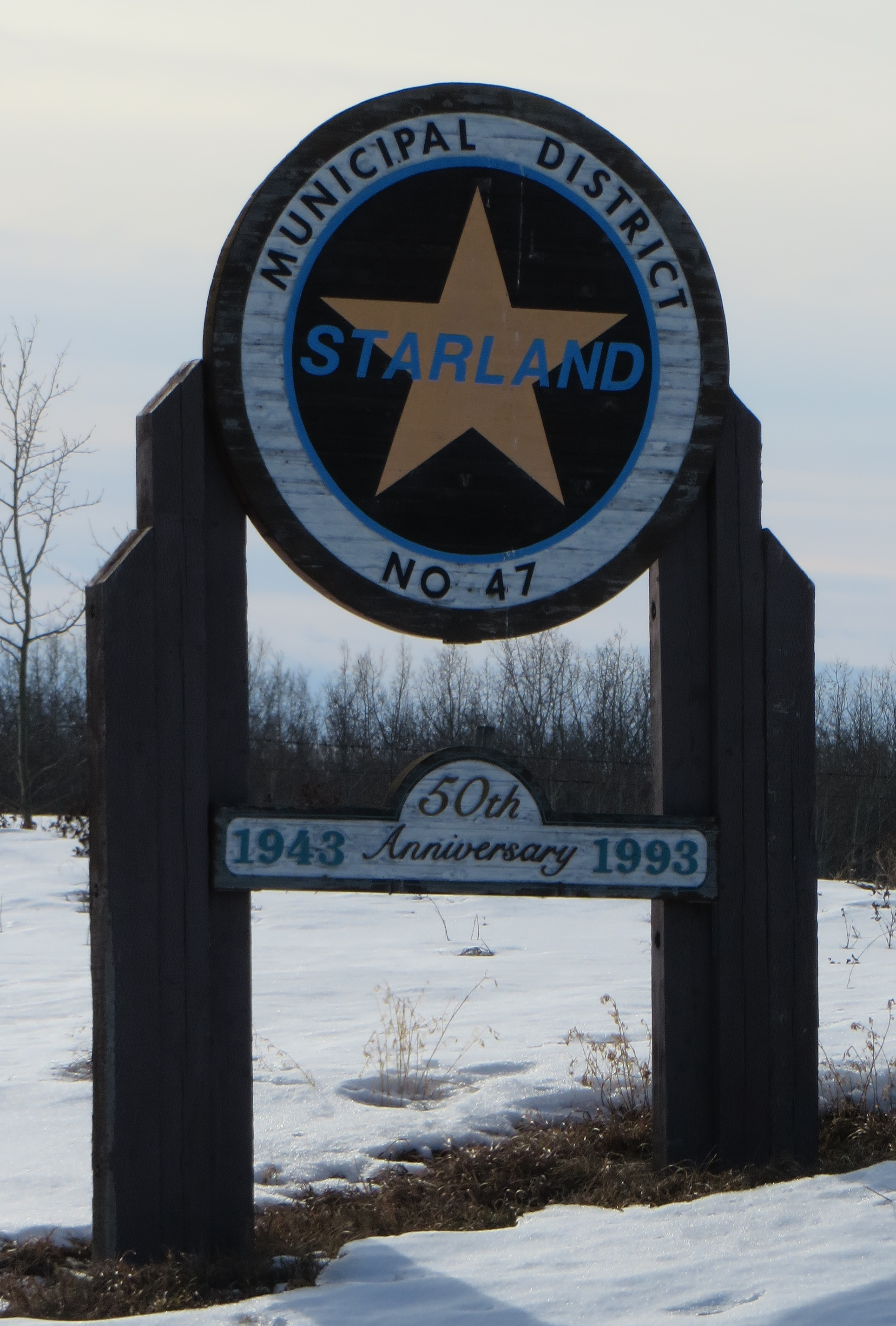
Panneau de bienvenue

## Communautés et localités
Villages
- Delia
- Morrin
- Munson

Hameaux
- Craigmyle
- Michichi
- Rowley
- Rumsey

Localités
- Dinosaur
- Dowling Lake
- Gartly
- Rainbow
- Stonelaw
- Verdant Valley
- Victor

## Démographie
| 2001  | 2006  | 2011  | 2016  |
| ----- | ----- | ----- | ----- |
| 2 210 | 2 371 | 2 057 | 2 066 |